# 작은허리근
작은허리근(psoas minor muscle), 또는 소요근(小腰筋)은 길고 가느다란 골격근이다. 존재하는 경우, 작은허리근은 큰허리근의 앞쪽에 위치한다.

## 구조
작은허리근은 마지막 등뼈(T12)와 첫 번째 허리뼈(L1)에 붙어 있는 수직 방향의 근섬유에서 시작된다. 그 근섬유는 큰허리근의 안쪽 경계선을 지나 분계선(linea terminalis)과 엉덩두덩융기(iliopubic eminence)에 닿는다. 또한, 엉덩근막(iliac fascia) 깊은면에도 닿은 뒤 더욱 늘어나 가장 낮게 주행하는 작은허리근 섬유는 고샅인대(inguinal ligament)에까지 닿는다. 엉덩허리근(iliopsoas muscle)의 뒤가쪽에 위치한다. 하지만 변이가 있을 수 있는데, 이런 경우 엉덩두덩융기에 닿던 작은허리근이 칸사이근막활(iliopectineal arch)까지 주행하여 닿을 수 있다.
작은허리근은 갈비밑동맥(subcostal artery)이나 허리동맥(lumbar arteries)에서 산소가 풍부한 혈액을 공급받는다.

### 신경 지배
작은허리근은 허리신경(lumbar spinal nerves)에서 직접나온 신경가지에 의해 지배를 받는다.

### 변이
작은허리근은 형태가 일정하지 않으며 종종 아예 존재하지 않을 수 있어, 인간 표본의 약 40%에만 존재한다는 연구 결과가 있다. 평균 길이는 약 24cm로, 그 중 약 7.1cm는 근육 조직이며 약 17cm는 힘줄이다.

## 기능
작은허리근은 허리뼈 척주의 약한 굽힘근이다.

## 다른 동물들에서
작은허리근은 말과 같은 다른 포유류에도 존재한다. 말의 경우 요통의 원인을 확인하기 위해 곧창자 검사(rectal examination) 중에 촉진될 수 있다.

## 추가 이미지

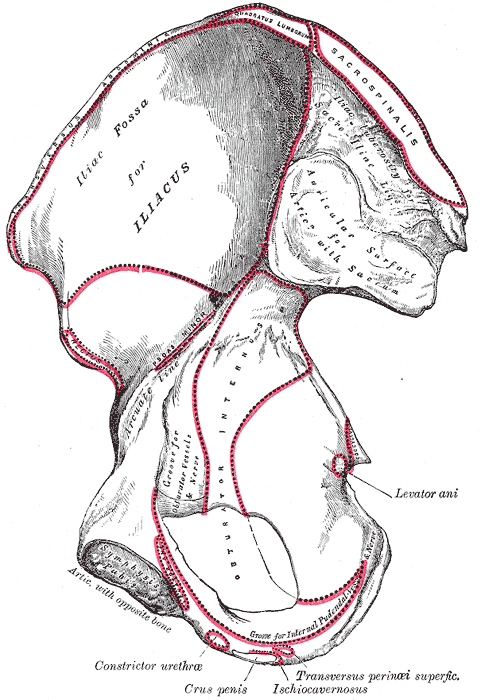
오른쪽 볼기뼈, 내부 표면
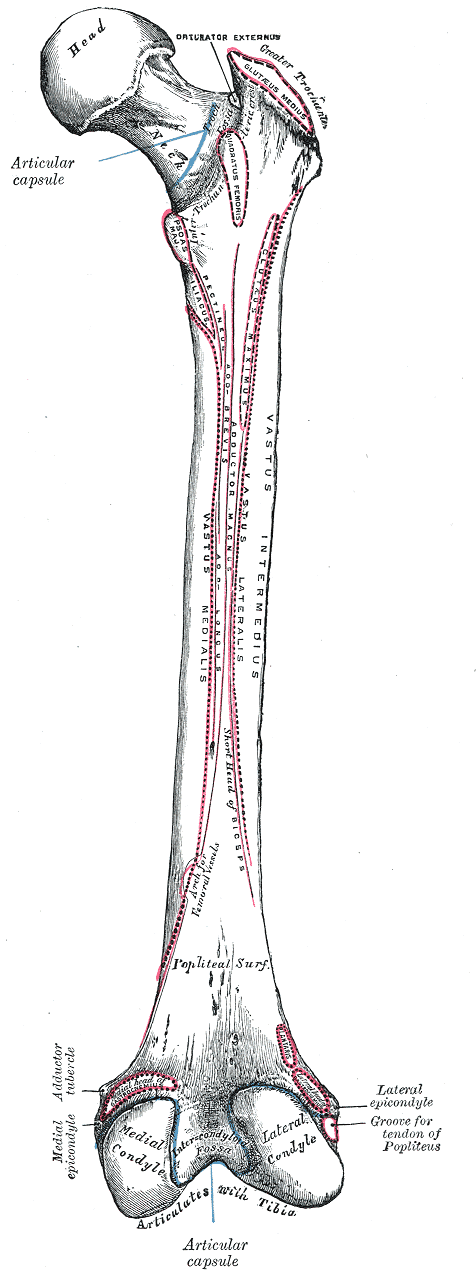
오른쪽 넙다리뼈 뒷면
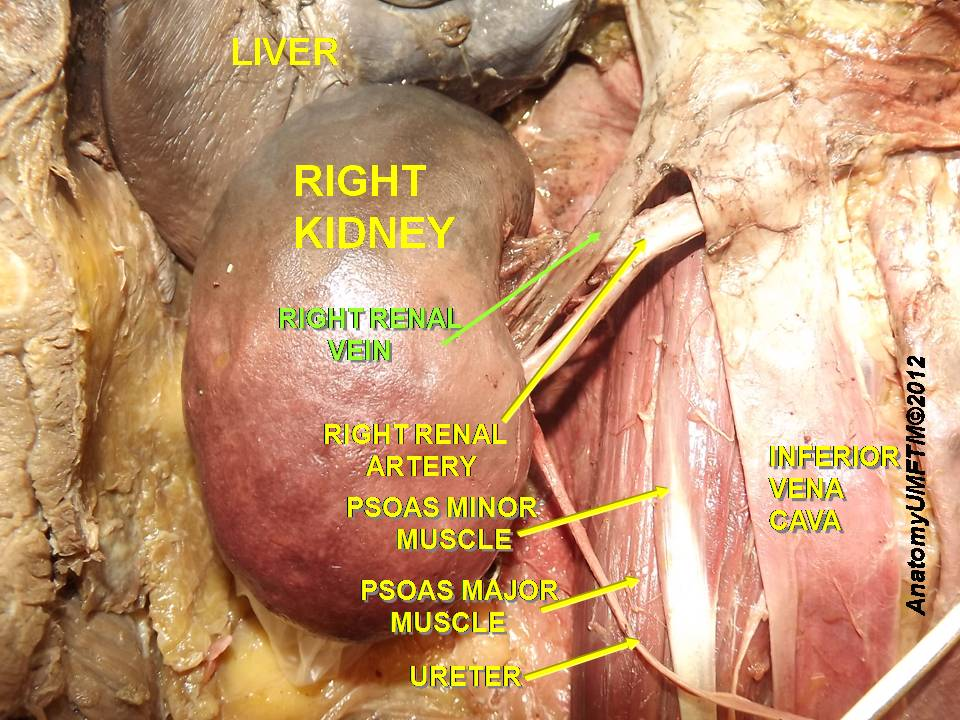
작은허리근
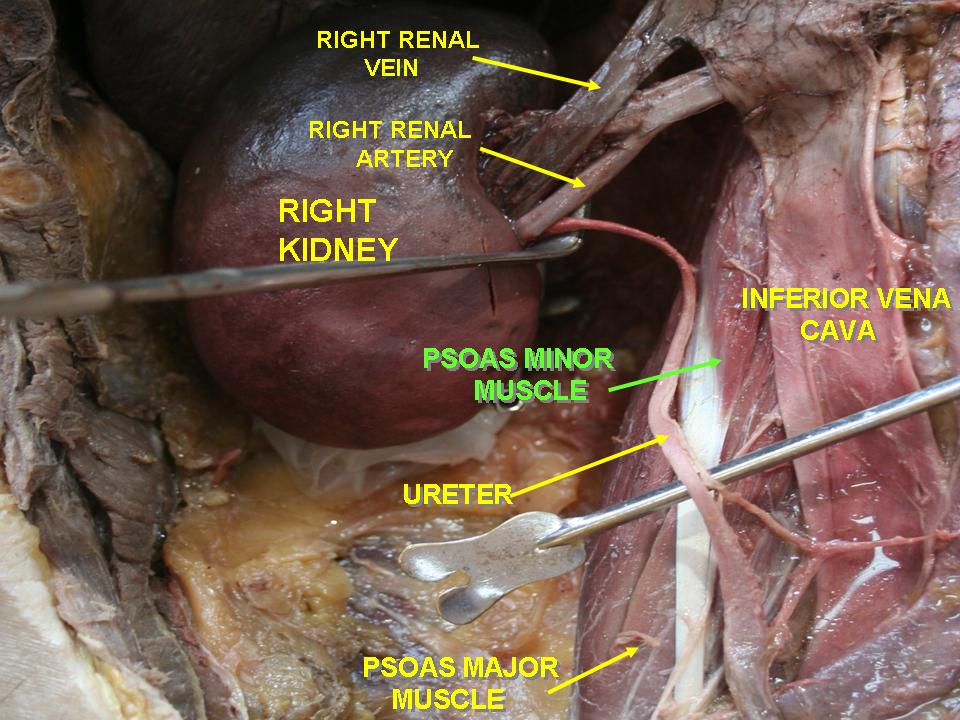
작은허리근
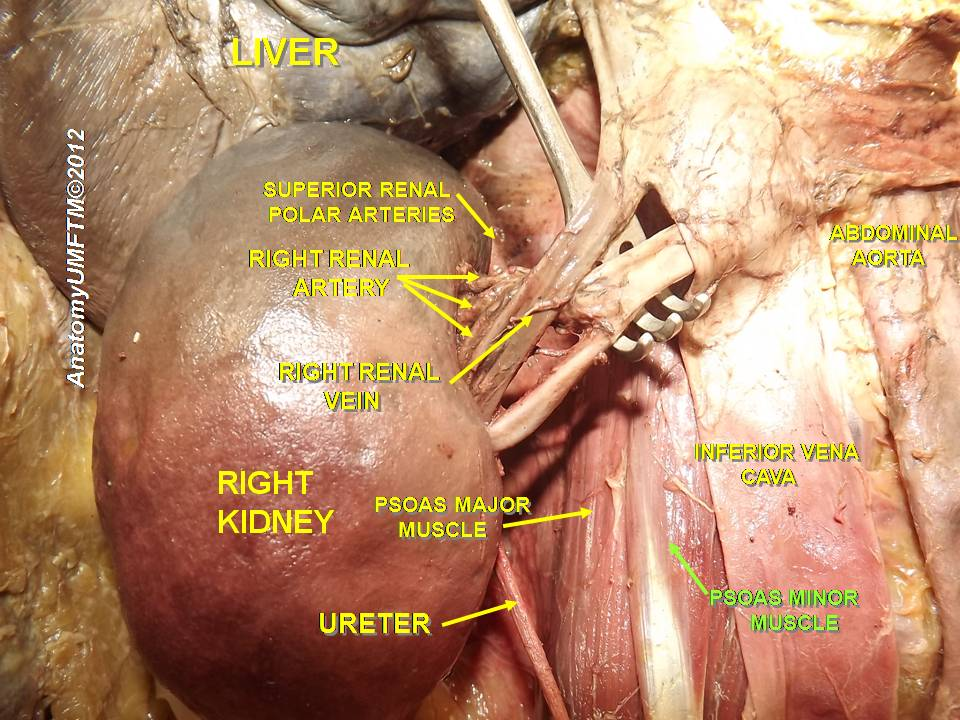
작은허리근